# Les Dix-Huit Ans
Les Dix-Huit Ans () est une comédie sentimentale italienne réalisée par Mario Mattoli et sortie en 1955.
Il s'agit du remake du film Leçon de chimie à neuf heures (1941) du même réalisateur.

## Synopsis
Dans un internat pour filles jusqu'à 18 ans, les vies et les histoires personnelles se croisent. Anna Campolmi est une jeune fille très vive qui a créé l'Ordre du Cha-cha-cha  auquel sont inscrites toutes les jeunes filles de 18 ans et dont elle est la présidente. Cela donne donc à Anna un rôle de premier plan par rapport aux autres. Les filles vivent en marginalisant Maria Rovani, une élève modèle qui est toujours très bien organisée.

## Fiche technique
- Titre français : Les Dix-Huit Ans ou Scandale au pensionnat ou Leçon d'amour à minuit[1]
- Titre original italien : Le diciottenni[2]
- Réalisateur : Mario Mattoli
- Scénario : Ennio De Concini, Aldo De Benedetti, Mario Mattoli, Carlo Russo
- Photographie : Marco Scarpelli (it)
- Montage : Roberto Cinquini (it)
- Musique : Armando Trovajoli
- Décors : Piero Filippone
- Costumes : Gaia Romanini (it)
- Production : Carlo Ponti, Dino De Laurentiis, Basilio Franchina
- Société de production : Ponti-De Laurentiis Cinematografica
- Pays de production :  Italie
- Langue originale : italien
- Format : Couleurs par Eastmancolor - 2,35:1 - Son mono - 35 mm
- Durée : 92 minutes
- Genre : Comédie romantique
- Dates de sortie :
  - Italie : 1955 (visa délivré le 21 décembre 1955[2])
  - France : 9 août 1957[1]

## Distribution
- Marisa Allasio : Anna Campolmi
- Virna Lisi : Maria Rovani
- Antonio De Teffè : Professeur Andrea La Rovere
- Margherita Bagni : Directrice du collège
- Adriana Benetti : Professeur de musique
- Ughetto Bertucci : Le jardinier
- Luisella Boni : Luisa
- Marisa Boni :
- Angela Doni :
- Pietro De Vico : Campanelli
- Helene Fiona :
- Enzo Garinei : Le palefrenier
- Ivo Garrani : Le médecin
- Caril Gunn :
- Anna Maria Luciani :
- Rina Morelli : Mère de Marie
- Gilia Nagliati : Mme La Rovere
- Carlo Micheluzzi : Commendator Campolmi
- Ave Ninchi : Mlle Mattei (la libellule)
- Helene Partello : Mère du professeur
- Luigi Pavese : Professeur de grec
- Marina Pedoja :
- Nora Ricci : Assistant de collège
- Virgilio Riento : Porteur du collège
- Gianni Santuccio : Père de Maria